# 第37集团军 (苏联)
第37集团军是苏联陆军第二次世界大战期间的一个集团军。
组建于1941年8月10日苏德战争初期，属于西南方面军，司令为安德烈·安德烈耶维奇·弗拉索夫。在11月15日基辅战役被德国军队包围歼灭。此后重建，战争后期，参与第聂伯河-喀尔巴阡山脉攻势和雅西-基什尼奥夫战役。战后成为驻扎于罗马尼亚和保加利亚苏军南方集群的一部。